# Mamoiada
Mamoiada (en sard, Mamujada) és un municipi italià, dins de la província de Nuoro. L'any 2007 tenia 2.605 habitants. Es troba a la regió de Barbagia di Ollolai Limita amb els municipis de Fonni, Gavoi, Nuoro, Ollolai, Orani, Orgosolo i Sarule.

## Administració
| Període | Identitat       | Partit        |
| ------- | --------------- | ------------- |
| 2005-   | Graziano Deiana | Llista Cívica |